# Соро компания
Футзальный клуб «Соро компания» (тадж.  Клуби футзали "Соро компания") — таджикский футзальный клуб из Душанбе. Основан в 2013 году нефтегазовой компанией ООО «Соро Компания».
Самый титулованный клуб в Таджикистане по общему количеству официальных трофеев — 10, включая 4 — титулов Чемпиона Таджикистана, 3 — Кубок Таджикистана, 3 — Суперкубков Таджикистана.

## История

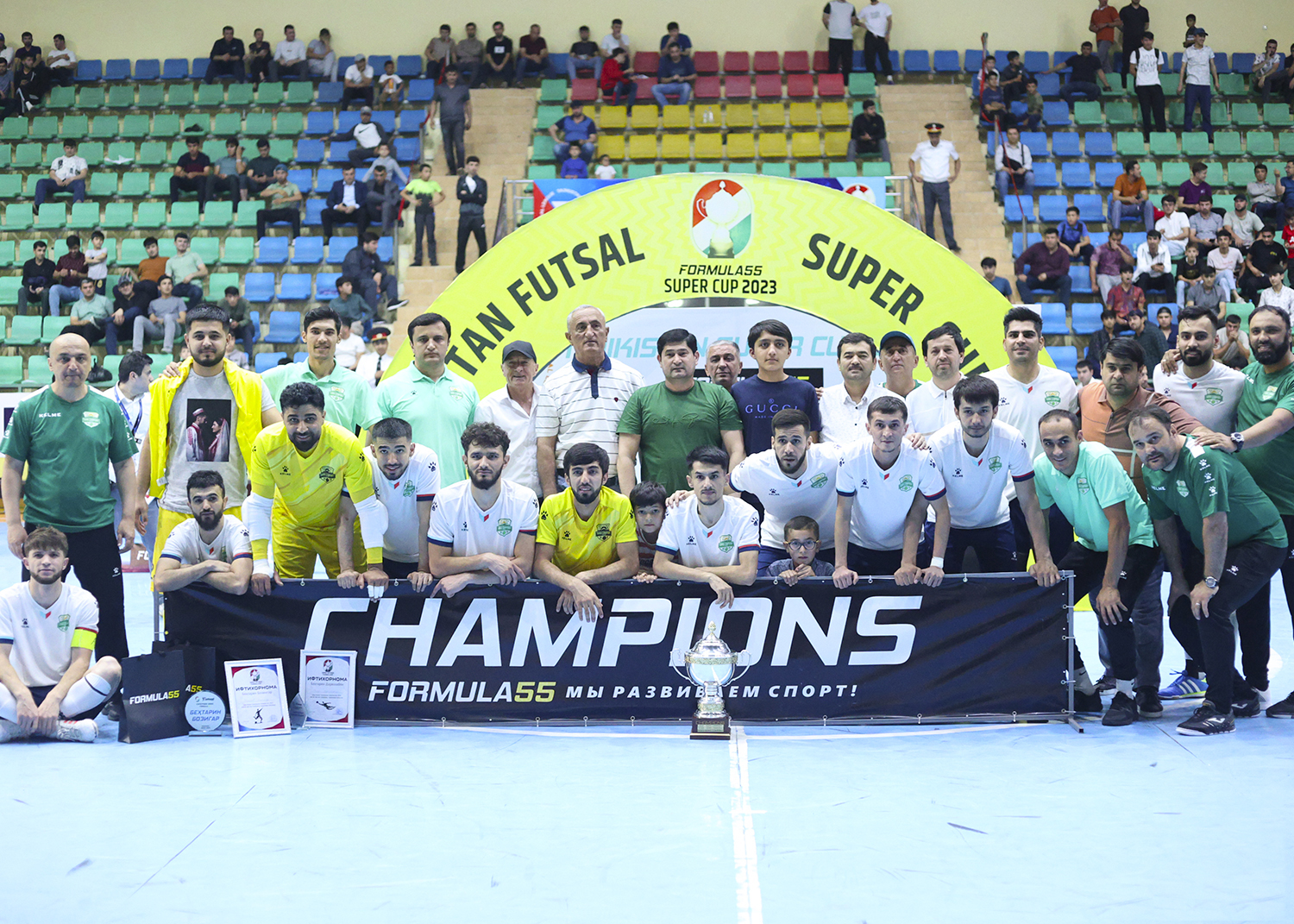

До своего дебютного выступления в Профессиональной футзальной лиге Таджикистана команда изредка принимала участие в различных любительских турнирах.
- В 2015 году «Соро компания» начала свое выступление в чемпионате страны — Серии «PRO», где в том же году стала обладателям серебряных медалей.
- В 2018 году «Соро компания» стала чемпионом Профессиональной футзальной лиги Таджикистана и заполучила путевку на клубный чемпионат Азии. По итогам выступления в Азиатской лиги чемпионов[англ.] «Соро компания» вошла в топ 10 сильнейших команд Азии.
- В 2020 году клуб впервые в своей истории завоевал Кубок Таджикистана по футзалу, а также завоевал серебряные медали Профессиональной футзальной лиги.
- В 2021 году копилка команды пополнилась золотыми медалями Серии «PRO», Профессиональной футзальной лиги и Кубка Таджикистана.
- В 2022 году так же оформил «золотой хет-трик».

## Руководство клуба
- Тоджиддин Давлатов — председатель клуба
- Нуриддин Давлатов — спортивный директор
- Элчибек Элчибеков — менеджер
- Ахмад Саидов — начальник команды
- Акбар Ортуков - помощник гл.тренер
- Сухроб Рахмонов — администратор
- Шарофиддин Талабов — тренер-аналитик

## Достижения клуба
- Чемпион Таджикистана (4): 2018, 2019, 2021, 2022
- Победитель международного турнира Кубок БК «Олимп» (1): 2019
- Обладатель Кубка Таджикистана (3): 2020, 2021, 2022
- Обладатель Суперкубка Таджикистана (3): 2020, 2021, 2022

## «Соро» вКлубном чемпионате Азии-2019
| Тур | Команда                       | Счет | Команда                         |
| --- | ----------------------------- | ---- | ------------------------------- |
| 1   | «Вамос» (Индонезия)           | 6:4  | «Соро компания» (Таджикистан)   |
| 2   | «Соро компания» (Таджикистан) | 2:7  | «Банк Бейрута» (Ливан)          |
| 3   | «Соро компания» (Таджикистан) | 6:5  | «Университет Виктории» (Мьянма) |

Таким образом, «Соро компания», набрав три очка, заняла третье место в группе «С» и завершила выступление в турнире. В четвертьфинал вышли «Банк Бейрута» (Ливан) и «Вамос» из Индонезии.

## Текущий состав
| №  |                   | Поз. | Имя                        | Год рождения |
| -- | ----------------- | ---- | -------------------------- | ------------ |
| 40 | Флаг Ирана        | Вр   | Мехди Мустафои             | 1991         |
| 1  | Флаг Таджикистана | Вр   | Хушбахт Исоев              | 1998         |
| 2  | Флаг Таджикистана | Вр   | Фируз Бозмамадов           | 2000         |
| 99 | Флаг Таджикистана | Защ  | Дилшод Саломов             | 1995         |
| 18 | Флаг Ирана        | Защ  | Мухсин Мухаммадзода        | 1995         |
| 9  | Флаг Таджикистана | Уни  | Файзали Сардоров (капитан) | 1998         |
| 10 | Флаг Таджикистана | Уни  | Некруз Алимахмадов         | 1995         |
| 6  | Флаг Таджикистана | Уни  | Идрис Ёров                 | 2000         |

| №  |                   | Поз.  | Имя                  | Год рождения |
| -- | ----------------- | ----- | -------------------- | ------------ |
| 14 | Флаг Таджикистана | Уни   | Насим Шарифов        | 2001         |
| 8  | Флаг Таджикистана | Фланг | Мухаммадчон Шарифов  | 1998         |
| 7  | Флаг Таджикистана | Фланг | Мухаммадчон Раджабов | 1999         |
| 17 | Флаг Таджикистана | Фланг | Самандар Ризоев      | 2001         |
| 13 | Флаг Таджикистана | Пивот | Бахтиёр Солиев       | 2001         |
| 72 | Флаг Ирана        | Пивот | Мухаммад Герованд    | 1993         |
| 11 | Флаг Таджикистана | Нап   | Фируз Сангов         | 1998         |

## Личные достижения игроков «Соро Компании»
Сардоров, Файзали Азизович (нападающий)
- Лучший игрок года по футзалу в Таджикистане: 2017, 2021, 2022
- Лучший игрок финала Кубка Кыргызстана: 2019

## Домашний паркет клуба

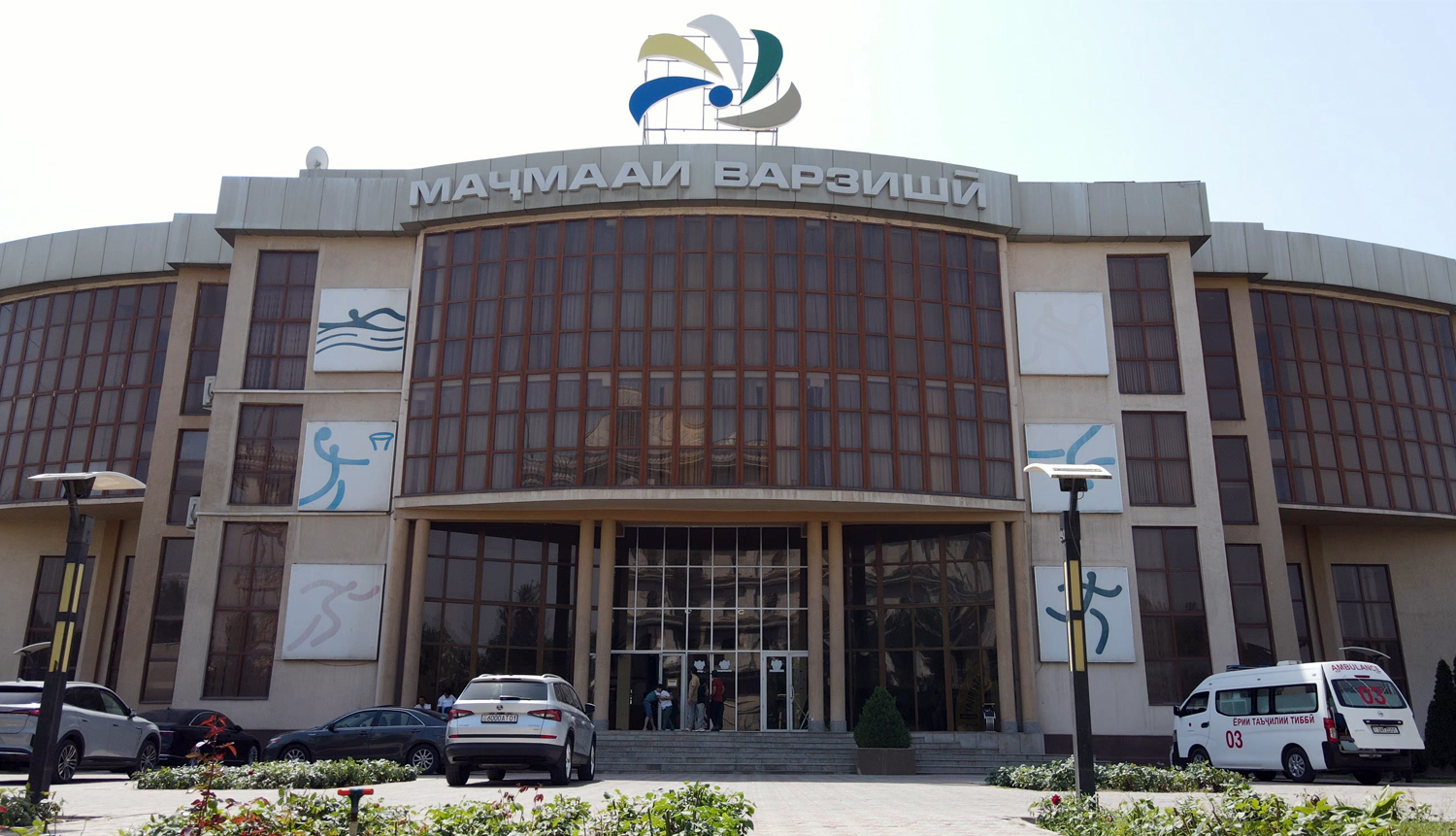

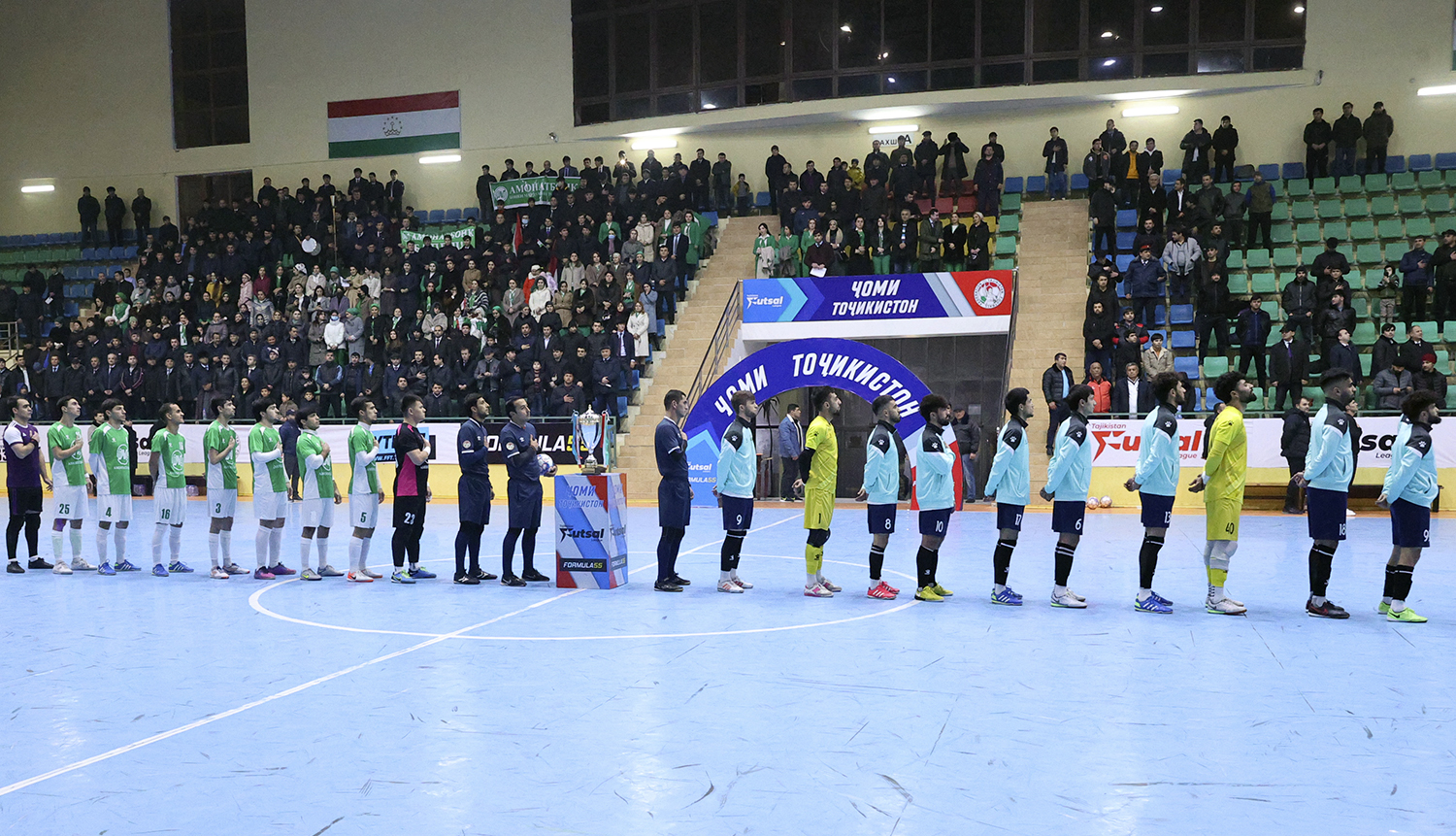

«Соро компания» проводит домашние игры на паркете Спортивного комплекса Налогового комитета при Правительстве Республики Таджикистан. Спорткомплекс был сдан в эксплуатацию в 2011 году. Имеет 1‚5 тыс. сидячих мест для зрителей.